# Ancistomus micrommatos
Ancistomus micrommatos é uma espécie de bagre da família Loricariidae. É um peixe de água doce nativo da América do Sul, onde é conhecido apenas na bacia do rio Tocantins, no Brasil.
A espécie atinge 11,9 cm de comprimento padrão. Embora tenha sido descrita como uma espécie de Hemiancistrus em 2003, uma revisão de 2015 conduzida por Jonathan W. Armbruster (da Universidade de Auburn), David C. Werneke e Milton Tan listaram a espécie dentro de Ancistomus. A revisão também relatou que não foram encontradas características que separassem A. micrommatos dos seus congéneres A. spilomma e A. spinosissimus, indicando que os três podem ser, na verdade,  todos da mesma espécie.